# Nápolyi dóm
A nápolyi dóm vagy Santa Maria Assunta-katedrális (olaszul: Duomo di Napoli vagy olaszul: Duomo di Santa Maria Assunta) a dél-olasz város fő temploma, a Nápolyi főegyházmegye főszékesegyháza. A katedrálisban őrzik a város védőszentjének, Szent Januáriusznak az ereklyéit, pontosabban ampullában a vérét (vérereklye), amelyet évente kétszer, május első szombatján és szeptember 19-én kihoznak a templomból. Az egyébként szilárd halmazállapotú vér ekkor rövid időre cseppfolyósodik, s ezt a lakosság a szent csodájának tartja. A legenda úgy tartja, ha a vér nem cseppfolyósodik, katasztrófa fogja sújtani a várost.

## Története
A templom építése I. Anjou Károly király megbízásából kezdődött el a 13. században. Építése folytatódott utóda élete során is (II. Anjou Károly) és csak a 14. század elején Anjou Róbert uralkodása idején fejeződött be. Ókeresztény bazilika alapjaira épült, amelyek ma is láthatóak. A templom alatti ásatások során görög és római leletekre bukkantak. A templom a 17. században egy földrengésben megsérült, barokk stílusban építették újjá. A 19. században átépítéséről döntöttek, ekkor készült el a neogótikus stílusjegyeket magán viselő homlokzat is. A második világháborúban bombatámadás érte, de eredeti formájában helyreállították.

## Leírása
A templombelső díszítései közül kiemelkedik Szent Januáriusz ereklyetartója, Domenichino oltára, a Francesco Solimena által készített díszes főoltár, Cosimo Fanzago bronz korlátai és egyéb műremekek, freskók, valamint egy 14. századi francia ereklyetartó.
Figyelemre méltó Pietro Perugino mennybevételt ábrázoló festménye, Luca Giordano festményei, valamint az ókeresztény keresztelőkápolna a 4. századból származó mozaikokkal. A Boccaccio Dekameronjában említett Minutolo-kápolna 14. századi freskókkal büszkélkedik.
A kripta a lombard származású Tommaso Malvito alkotása.
A homlokzatot a 19. században Enrico Alvino átalakította, de megtartotta a 15. századi portált és néhány szobrot (Tino da Camaino).
A dóm Szt. Lajos-kápolnájában helyezték örök nyugalomra I. Lajos magyar király öccsét, az 1345. szeptember 18-án Aversa-ban meggyilkolt Endre herceget, Nápolyi Johanna férjét.
Az érseki palota a katedrális szomszédságában áll.

## Santa Restituta-bazilika
A Santa Restituta egy dómmal egybeépített őskeresztény templom. A bazilika elődje a 4. században épült, majd 1294-ben összeépítették a nápolyi dómmal. Ma csak a padló és az oszlopsorok tanúskodnak az egykori bazilikáról. Tabernákulumát a 16. században építette Tommaso Malvito. Freskói Luca Giordano nevéhez fűződnek. Az egykori bazilika emlékét őrzi a Szent János kápolna (4. századbeli) is. Nevét egy legendának köszönheti. E szerint egy keresztény afrikai nőt a tenger közepén egy lángoló hajóban magára hagytak. A tűz csodával határos módon kioltódott és a nő sikeresen partot ért Ischia szigetén. A 8. században ereklyéit ebben a nápolyi templomban helyezték el. Az olasz restituta szó jelentése hazatért, visszatért.

## San Giovanni in Fonte-kápolna
A San Giovanni in Fonte egy 4. századi keresztelőkápolna. San Severo püspök megbízásából épült. Ma a Santa Restituta-bazilika része. A város és egyben az egész nyugati világ egyik legrégebbi keresztelőkápolnája.

## Kincstár
A kincsárat a dóm egyik kápolnájában alakították ki. 1601-ben építették Francesco Grimaldi tervei alapján a dóm egyik melléképületeként, barokk stílusban. Itt őrzik a város védőszentjének, Szent Januáriusznak a fejét és vérét.